# Klemm (Familienname)
Klemm ist ein deutschsprachiger Familienname.

## Herkunft und Bedeutung
Die Bedeutung wird zurückgeführt auf:
- Übername zu mhd. klem ‚eng, knapp, mangelnd‘ für jemanden, der ein karges Leben führte,
- verkürzte Form des Familiennamens Clemens,
- Wohnstättenname zu mhd. klembe, klemme ‚Klemmung, Einengung‘.

## Namensträger

### A
- Alfred Klemm (Theologe) (1840–1897), deutscher Theologe und Heimatforscher
- Alfred Klemm (Chemiker) (1913–2013), deutscher Chemiker
- Anton Klemm (1844–1920), böhmischer Komponist und Kapellmeister
- Arno Klemm (1914–nach 1975), deutscher Verleger

### B
- Barbara Klemm (* 1939), deutsche Fotografin
- Bernhard Klemm (1916–1995), deutscher Architekt

### C
- Christian Klemm (Pfarrer) (1644–1702), deutscher Pfarrer und Liedtexter
- Christian Klemm (Kunsthistoriker) (* 1946), Schweizer Kunsthistoriker und Konservator
- Christian Gottlob Klemm (1736–1802), deutscher Dramatiker und Herausgeber
- Conrad Klemm (1925–2010), Schweizer Flötist
- Cornelius Klemm (1628–1682), deutscher Bergbeamter und Politiker, Bürgermeister von Sangerhausen

### D
- Dieter Klemm (Politiker) (* 1940), deutscher Politiker (CDU)
- Dieter Klemm, deutscher Musiker und Manager, Mitglied von Floh de Cologne
- Dieter Klemm (Komponist), deutscher Komponist
- Dieter Klemm (Gewerkschafter) (* 1948), deutscher Gewerkschaftsfunktionär (FDGB)
- Dietrich Klemm (1933–2020), deutscher Geochemiker, Mineraloge und Archäometriker

### E
- Eberhardt Klemm (1929–1991), deutscher Musikwissenschaftler
- Eduard Klemm (1838–1926), deutscher Rittergutsbesitzer und Politiker, MdR
- Ekkehard Klemm (* 1958), deutscher Musiker und Dirigent
- Elisabeth Klemm (* 1938), deutsche Kunsthistorikerin
- Erich Klemm (Maler) (1918–2012), deutscher Maler und Grafiker
- Erich Klemm (Betriebsrat) (* 1954), deutscher Betriebsrat
- Erna Klemm (geb. Erna Kröner; 1892–1978), deutsche Lyrikerin
- Ernst Klemm (1913–2003), deutscher Violinist

### F
- Federico Jorge Klemm (1942–2002), tschechisch-argentinischer Künstler, Sammler, Multiplikator und Kunstkritiker, Mäzen und Unternehmer
- Franz Klemm (1898–1984), deutscher Sportfunktionär, Autor und Herausgeber
- Franzjosef Klemm (1883–1959), deutscher Maler
- Friedrich Klemm (1904–1983), deutscher Technikhistoriker
- Friedrich Alfred Klemm (1855–1901), deutscher Kaufmann und Politiker, MdR
- Fritz Klemm (1902–1990), deutscher Maler und Hochschullehrer

### G
- Georg Adam Klemm (1902–1985), deutscher Kommunalpolitiker (CDU)
- Gerhard Klemm (1928–2011), deutscher Geistlicher, Musiker, Sänger und Liedermacher
- Gernot Klemm (* 1965), deutscher Politiker (Die Linke)
- Gertraud Klemm (* 1971), österreichische Schriftstellerin
- Günter Klemm (* 1929), deutscher Fußballspieler
- Gustav Klemm (Architekt) († um 1894), deutscher Architekt
- Gustav Klemm (Geologe) (1858–1938), deutscher Geologe
- Gustav Friedrich Klemm (1802–1867), deutscher Kulturhistoriker und Bibliothekar

### H
- Hannah Klemm (* 1993), deutsche Volleyballspielerin
- Hanns Klemm (1885–1961), deutscher Ingenieur und Unternehmer
- Hans Klemm (Unternehmer) (1897–nach 1949), deutscher Auktionsunternehmer
- Hans Klemm (Manager) (* 1928), deutscher Reichsbahnmanager
- Hans Klemm (Wirtschaftswissenschaftler) (* 1930), deutscher Wirtschaftswissenschaftler und Hochschullehrer
- Hans G. Klemm (* 1958), US-amerikanischer Diplomat
- Hans-Georg Klemm (*  1965), deutscher Sachbuchautor und Gymnasiallehrer
- Hans-Heinrich Klemm (1930–2008), deutscher Politiker (CDU)
- Hansi Klemm (* 1951), deutscher Sänger und Gitarrist
- Harald Klemm (* 1960), deutscher Musiker und Sänger
- Hedwig Klemm-Jäger (1862–1943), deutsche Malerin
- Heinrich Klemm (Verleger) (1819–1886), deutscher Verleger
- Heinrich Klemm (Maler) (1894–1982), deutscher Maler
- Heinrich Bethmann Klemm (1817–1900), deutscher Jurist
- Heinrich Hermann Klemm (1816–1899), deutscher Jurist und Politiker, MdR
- Heinz Klemm (Schriftsteller) (1915–1970), deutscher Journalist, Lektor und Schriftsteller
- Heinz Klemm (Fußballspieler) (* 1926), deutscher Fußballspieler
- Helmut Klemm (1908–1969), deutscher Flottillenadmiral
- Herbert Klemm (1903–1963), deutscher Jurist und Ministerialbeamter
- Hermann Klemm (1904–1983), deutscher Theologe und Widerstandskämpfer
- Horst Klemm (1925–2011), deutscher Jugend- und Parteifunktionär (FDJ, SED)

### I
- Ina Klemm (* 1976), deutsche Politikerin (CDU)

### J
- Joachim Klemm (* 1959), deutscher Klarinettist und Musikpädagoge
- Johann Klemm (Komponist) (um 1595–um 1659), deutscher Komponist, Organist und Musikverleger
- Johann Christian Klemm (1688–1754), deutscher Theologe und Philosoph
- Johann Conrad Klemm (Theologe, 1655) (1655–1717), deutscher Theologe und Hochschullehrer
- Johann Conrad Klemm (Theologe, 1684) (1684–1763), deutscher Theologe und Pfarrer
- Johann Friedrich von Klemm (1793–1858), deutscher Politiker und Amtmann
- Johann Georg Klemm (um 1666–1737), deutscher Verleger
- Johann Gottlob Klemm (1690–1772), deutsch-amerikanischer Orgelbauer
- Johann Heinrich Klemm († um 1777), deutsch-polnischer Baumeister
- Johanna Klemm (1856–1924), deutsche Schriftstellerin
- Johannes Klemm (1889–1975), deutscher Schauspieler und Theaterinspizient
- Jon Klemm (* 1970), kanadischer Eishockeyspieler
- Josef Klemm (1821–1882), österreichischer Politiker, Verleger und Buchhändler

### K
- Karl August Klemm (1769–1830), deutscher Musikalienhändler und Unternehmensgründer
- Karl Julius Klemm (1804–1888), deutscher Theologe und Kirchenpolitiker
- Klaus Klemm (* 1942), deutscher Bildungswissenschaftler und Hochschullehrer
- Konrad Klemm (Fotograf) (1878–1930), deutscher Fotograf
- Konrad Maximilian Klemm (auch Conrad Maximilian Klemm; 1755–1804), deutscher Pfarrer
- Kristiane Klemm, deutsche Geografin
- Kurt Klemm (1894–1973), deutscher Verwaltungsjurist

### L
- Lothar Klemm (* 1949), deutscher Politiker (SPD)
- Lotte Klemm (1897–1989), deutsche Künstlerin und Kunsterzieherin
- Ludwig Klemm (1917–1979), deutscher SS-Unterscharführer

### M
- Matthias Klemm (* 1941), deutscher Maler und Grafiker
- Matti Klemm (* 1975), deutscher Sprecher
- Michael Klemm (Autor) (* 1953), deutscher Autor, Regisseur und Schauspieler
- Michael Klemm (Handballspieler)  (* 1965), deutscher Handballspieler
- Michael Klemm (Medienwissenschaftler) (* 1968), deutscher Medienwissenschaftler
- Michael Klemm (Informatiker) (* 1977), deutscher Informatiker

### O
- Otto Klemm (Buchhändler) (Otto Alexander Klemm; 1821–1879), deutscher Buchhändler und Unternehmensgründer
- Otto Klemm (Geoökologe) (* 1959), deutscher Geoökologe, Klimaforscher und Hochschullehrer
- Otto Klemm (Psychologe) (1884–1939), deutscher Philosoph, Psychologe und Hochschullehrer

### P
- Paul Klemm (Geigenbauer) (1552–1623), deutscher Geigenbauer
- Paul Klemm (Mediziner) (Paul Otto Karl Klemm; 1861–1921), deutschbaltischer Chirurg
- Paul Klemm (Botaniker) (1862–1945), deutscher Chemiker und Botaniker
- Peter Klemm (Autor) (1919–1984), deutscher Schriftsteller
- Peter Klemm (Jurist) (1928–2008), deutscher Verwaltungsjurist und Ministerialbeamter
- Peter Klemm (Eishockeyspieler) (* 1980), deutscher Eishockeyspieler
- Peter Klemm (Basketballspieler) (* 1985), deutscher Basketballspieler

### R
- Raphael Klemm (* 1989), deutscher Jazzmusiker
- Reinhard Klemm (1946–2021), deutscher Zuhälter und Rotlichtgröße
- Richard Klemm (Mediziner) (1847–1938), deutscher Arzt
- Richard Klemm (Cellist) (1902–1988), deutscher Cellist
- Richard O. Klemm (1932–2010), US-amerikanischer Politiker
- Robert Klemm (1857–1930), deutscher Landrat
- Rosemarie Klemm (* 1938), deutsche Ägyptologin
- Rudolf Klemm (1853–1908), deutscher Buchhändler

### S
- Sara Tröster Klemm (* 1980), Schweizer Kunsthistorikerin, Journalistin und Autorin
- Sibylle Klemm (* 1984), deutsche Fechterin

### T
- Thomas Klemm (Musiker) (* 1961), deutscher Musiker, Komponist und Musikproduzent
- Thomas Klemm (Kunsthistoriker) (* 1975), deutscher Kunsthistoriker
- Thomas Klemm (Basketballspieler) (* 1981), österreichischer Basketballspieler

### U
- Ulf-Dieter Klemm (* 1946), deutscher Journalist, Übersetzer und Diplomat

### V
- Verena Klemm (* 1956), deutsche Orientalistin
- Volker Klemm (1930–2018), deutscher Agrarhistoriker

### W
- Walter Klemm (Zoologe) (1898–1981), österreichischer Zoologe
- Walter Klemm (Fußballspieler) (* 1947), deutscher Fußballspieler
- Walther Klemm (1883–1957), deutscher Maler, Grafiker und Illustrator
- Werner Klemm (* 1948), deutscher Fußballspieler
- Wilhelm Klemm (Fotograf) (1860–1929), württembergischer Fotograf
- Wilhelm Klemm (Lyriker) (Pseudonym Felix Brazil; 1881–1968), deutscher Lyriker
- Wilhelm Klemm (Chemiker) (1896–1985), deutscher Chemiker und Hochschullehrer
- Willi Klemm (Otto Ferdinand Wilhelm Klemm; 1892–1934), deutscher SA-Führer
- Wojtek Klemm (* 1972), polnisch-deutscher Theaterregisseur
- Wolfgang Klemm (* 1942), deutscher Sportmediziner und Autor